# Новосадовый (Самарская область)
Новосадовый — посёлок в Кинельском районе Самарской области. Входит в состав сельского поселения Богдановка.

## История
В 1973 г. Указом Президиума ВС РСФСР поселок Богдановского лесопитомника переименован в Новосадовый.